# Cervantes (Ilocos Sur)
Cervantes es un municipio de cuarta categoría situado en la provincia de Ilocos Sur en Filipinas. Según el censo de 2000, cuenta con una población de 14.195 habitantes en 2.673 hogares.

## Barangays
Cervantes tiene en total 13 barangays.
- Aluling
- Comillas North
- Comillas South
- Concepción
- Dinwede East
- Dinwede West
- Libang
- Pilipil
- Remedios
- Rosario - Salugan
- San Juan
- San Luis
- Malaya

## Historia
Cervantes fue la capital de la Comandancia de Lepanto una división administrativa histórica del  Reyno de Filipinas situada en la isla de Luzón.
En la mina Lepanto de la localidad de Mancayán se descubre en 1874 la luzonita ( Fórmula = Cu3AsS4), un mineral de la clase de los minerales sulfuros, y dentro de esta pertenece al llamado "grupo de la estannita". Su nombre es el de la isla de Luzón.